# Frankfurt Main-Neckar-Bahnhof

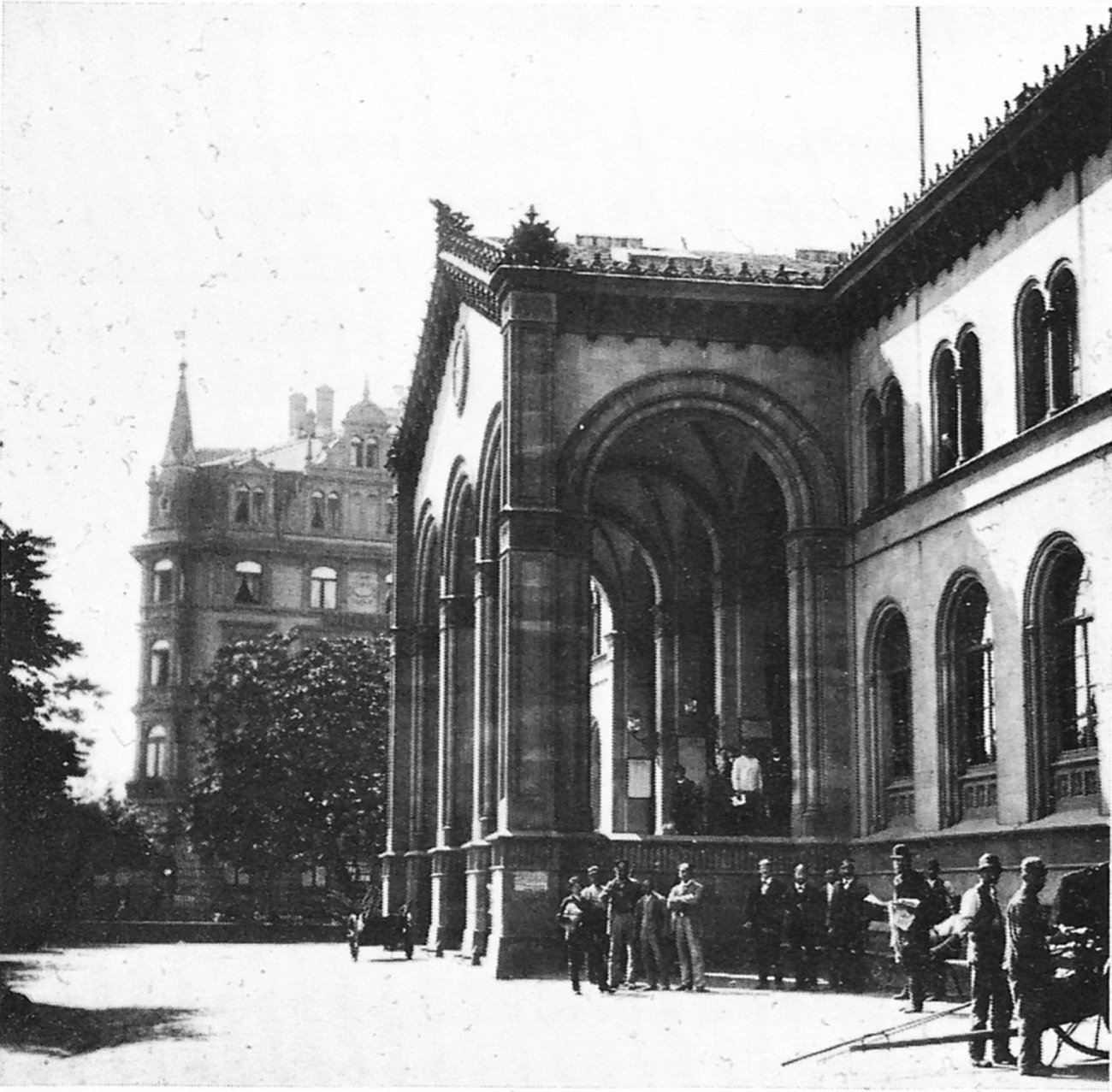
Main-Neckar-Bahnhof um 1880

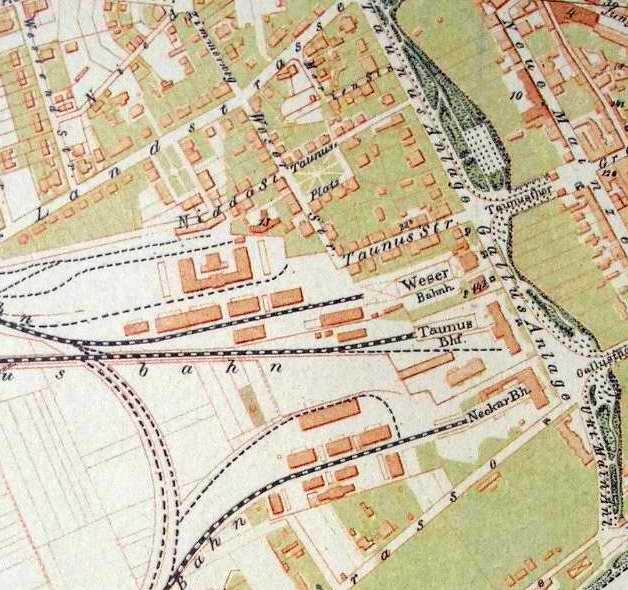
Der Main-Neckar-Bahnhof in Frankfurt und seine Nachbarbahnhöfe

Der Main-Neckar-Bahnhof war von 1848 bis 1888 Beginn- und Endpunkt der Bahnstrecke Frankfurt am Main–Heidelberg, nach deren Betreibergesellschaft, der Main-Neckar-Eisenbahn-Gesellschaft, auch als „Main-Neckar-Bahn“ bezeichnet.

## Geografische Lage
Der Main-Neckar-Bahnhof wurde südlich des bereits 1839 errichteten Taunusbahnhofs gebaut und war damit die einzige Betriebsstelle der gesamten Main-Neckar-Bahn, die nördlich des Mains lag. Zusammen mit dem 1850 eröffneten Main-Weser-Bahnhof und dem Taunusbahnhof war er Teil des Ensembles der Frankfurter Westbahnhöfe. Von hier verkehrten Züge nach Heidelberg und Mannheim.
Der Bahnhof nahm ursprünglich eine Fläche von 3,6 ha ein. Wegen seiner Nähe zur Stadt war der Grunderwerb hier teuer und die Anlage wurde zum kostspieligsten Bahnhof der Main-Neckar-Bahn.

## Geschichte
Die Main-Neckar-Bahn war 1846 die zweite Eisenbahnstrecke, die das Gebiet der Freien Stadt Frankfurt erreichte. Sie endete allerdings zunächst im Bahnhof Sachsenhausen, nachdem sie in einer Spitzkehre den Bahnhof Mainspitze durchfahren musste. Das lag daran, dass der Bau der (alten) Main-Neckar-Brücke über den Main noch weitere zwei Jahre in Anspruch nahm. Erst dann konnte die Main-Neckar-Bahn den Main-Neckar-Bahnhof in Betrieb nehmen. Die Kosten der Hochbauten des Bahnhofes werden mit knapp 720.000 Mark angegeben.

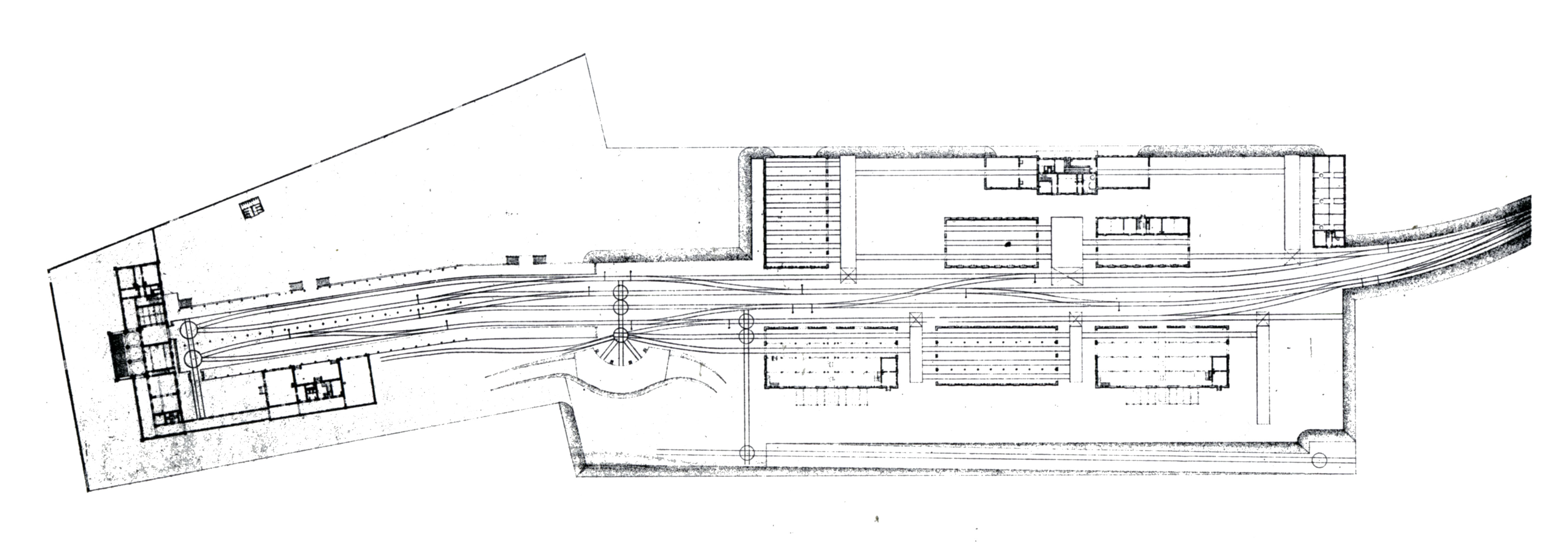
Gleisplan

Ab dem 18. Oktober 1849 fuhren auch die Züge der Frankfurt-Offenbacher Eisenbahn bis in den Main-Neckar-Bahnhof. 
1859 wurde der Bahnhof erstmals erweitert: Der zunehmende Güterverkehr erforderte einen vierten Güterschuppen. Seit 1863 und der Eröffnung der Mainbahn von Mainz durch die Hessische Ludwigsbahn nutzten auch deren Züge den dafür bereits 1862 und dann nochmals 1866 bis 1871 erweiterten Bahnhof mit. In dieser letzten Umbauphase wurde auch erstmals eine direkte Gleisverbindung zum Taunusbahnhof hergestellt. Mit Fertigstellung des letzten Abschnitts der Frankfurt-Bebraer Eisenbahn von Hanau Ost zum Bebraer Bahnhof in Frankfurt-Sachsenhausen nutzten nun auch dort verkehrende Züge den Main-Neckar-Bahnhof, während die Fahrten der Frankfurt-Offenbacher Eisenbahn nun im Frankfurter Lokalbahnhof endeten. Aber erst 1876 erhielt der Bahnhof einen zweiten Bahnsteig für ankommende Züge. 1882 wurde der Bahnhof noch mit einem Zentralstellwerk ausgestattet.
1888 wurden alle drei Westbahnhöfe durch neue Bahnhöfe ersetzt, im Güterverkehr zum 1. Januar 1888 durch den neuen Hauptgüterbahnhof, im Personenverkehr zum 15. August 1888 durch den etwa einen Kilometer westlich des Main-Neckar Bahnhofs gelegenen neuen Centralbahnhof, den heutigen Frankfurter Hauptbahnhof. Die Main-Neckar-Eisenbahngesellschaft beteiligte sich nicht an den Kosten des durch die Preußischen Staatsbahnen errichteten neuen Centralbahnhofs. Sie trat dagegen das überaus wertvolle Gelände der Bahnanlagen an die Preußischen Staatsbahnen ab, die es verwertete. Die nach 1888 überflüssige Anlage des alten Main-Neckar-Bahnhofs wurde abgerissen. Auf der zurückbleibenden Bahnbrache entstand ein Teil des Bahnhofsviertels.

## Das Empfangsgebäude

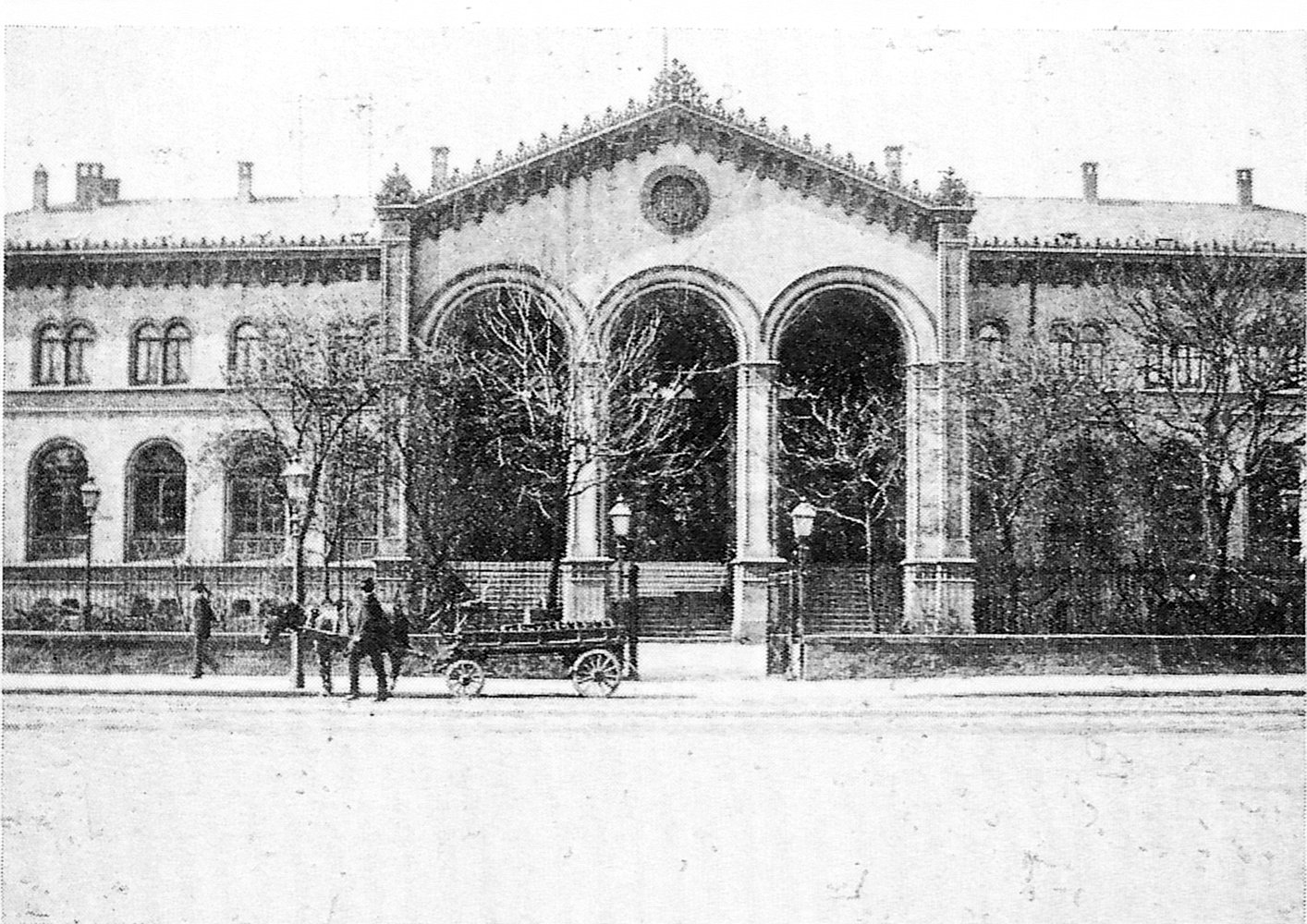
Main-Neckar-Bahnhof um 1880

Straßenfassade

Bahnsteigseite

Das Empfangsgebäude des Main-Neckar-Bahnhofs lag am Westrand der Wallanlagen und des heutigen Willy-Brandt-Platzes, damals Gallustor, zwischen den Einmündungen der heutigen Gutleut- und Münchener Straße. Es wurde nach einem Entwurf des Frankfurter Stadtbaumeisters Karl Friedrich Henrich durch Gustav Rügemer errichtet. Es handelte sich um einen zweigeschossigen Repräsentationsbau aus rotem Sandstein mit Bogenfenstern – einer historistischen Mischung aus Romanik und Renaissance. Das Gebäude hatte zwei Flügel und einen durch einen Giebel betonten Mittelteil, der mit drei sich über beide Geschosse erstreckenden Bogen zur Straßenseite hin geöffnet war. Die Bahnsteighalle war eine Holzkonstruktion. Baulich ist von dem Bahnhof nichts mehr erhalten.